# STS-51-A
إس تي إس-51-آي (بالإنجليزية: STS-51-A)‏ الرحلة الرابعة عشر ضمن برنامج مكوك الفضاء لوكالة ناسا، والرحلة الثانية لمكوك الفضاء ديسكفري، انطلقت الرحلة في 8 نوفمبر 1984 من مركز كينيدي للفضاء، وهبطت في 16 نوفمبر في مركز كينيدي للفضاء أيضاً، تم خلال الرحلة نشر قمرين صناعيين، حملت الرحلة خمسة رواد الفضاء.

## معرض صور

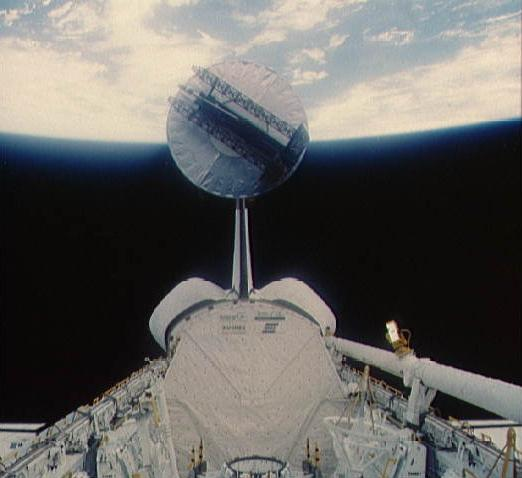
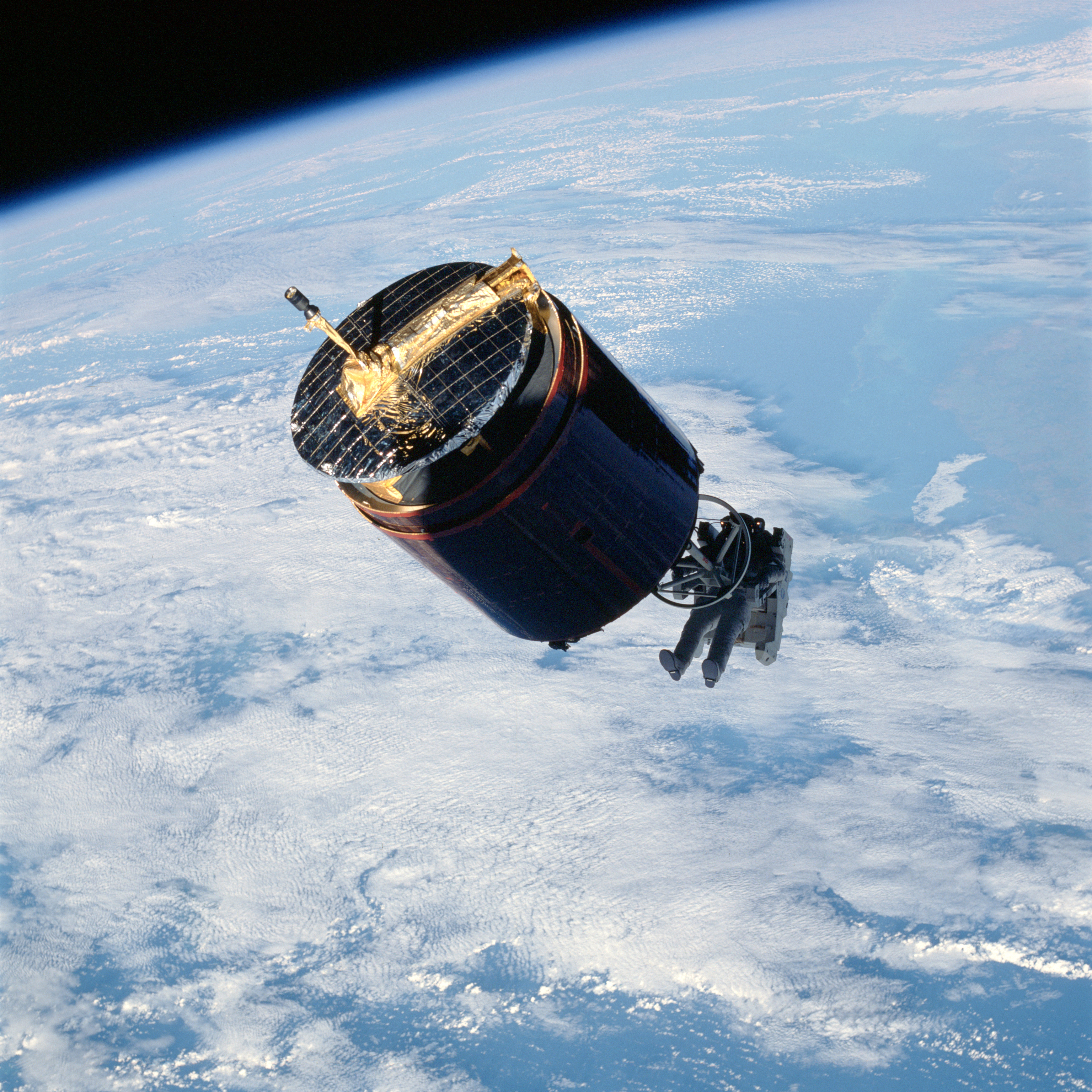
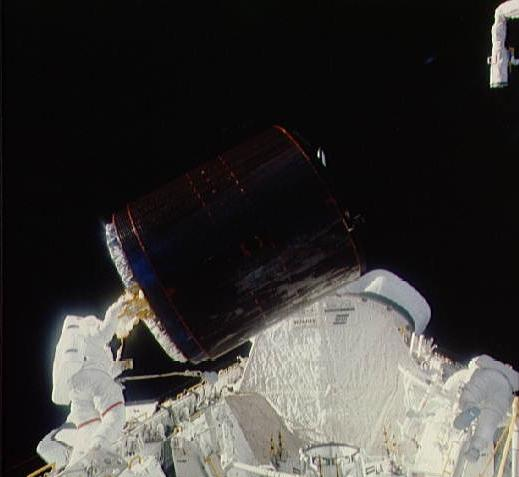